# Crocidura buettikoferi
Crocidura buettikoferi, musaraña de Buettikofer, es una especie de mamífero soricomorfo de la familia Soricidae, es africana y se encuentra al norte del golfo de Guinea.
Ha sido capturada en Costa de Marfil, Ghana, Guinea, Liberia y Nigeria, por lo que su distribución puede extenderse también a Sierra Leona. Restringida a manchas de bosques primarios sin alterar, su hábitat se encuentra muy fragmentado, lo que constituye su mayor amenaza. Tolera bien un amplio rango de condiciones climáticas, habiéndose encontrado tanto en bosques secos caducifolios del Bosque sagrado de Adumanya, en las planicies de Acra, como en la selva húmeda de la Reserva forestal del río Draw.
Aparece catalogada en la Lista Roja de la UICN como «casi amenazada». Las principales amenazas que tiene son la pérdida de su hábitat y la invasión de este por parte de otras especies de musarañas más comunes que rivalizan con ella por los recursos.